# Condado de Allamakee
O Condado de Allamakee é um dos 99 condados do estado norte-americano do Iowa. A sede do condado é Waukon, que é também a sua maior cidade. O condado tem uma área de 1706 km² (dos quais 50 km² estão cobertos por água), uma população de 14 675 habitantes, e uma densidade populacional de 9 hab/km² (segundo o censo nacional de 2000). O condado foi fundado em 1847 e recebeu o seu nome em homenagem a Allen Magee (ou Allan Makee), um negociante ameríndio local na época da colonização.